# Synagoga v Načeradci
Bývalá synagoga stojí v městysi Načeradec jako čp. 46. Budova byla vystavěna v polovině 19. století a v současnosti je využitá jako skladiště.
Do dnešní doby se z původního vzhledu zachovaly půlkruhové části oken přední fasády.